# パドゥム
パドゥム（英語;Padum、Padam）は、ザンスカールの商業と行政の中心地である。かつては、ザンスカール王国の2つの主要な首都の1つであった。 カルギル（Kargil）から約240㎞の東の位置にある。

## 概要
パドゥムは三方向山に囲まれており、ザンスカール渓谷の中心にある 。平均標高は3,657m。人口は約13,459人である。町の北部の新域外には、観光客向けのホテル、ホームステイ、レストラン、郵便局、インターネットカフェ、電話ブースがある。南部の旧域外には、伝統的な家屋とタクシースタンドが設置されている。パドゥムから西方向には、ペンジラ峠を超えてカルギルに至る自動車道が続いている。南方向にも道が続いており、シンゴラ峠を超えてダルチャへ通じる道が現在建設されている。北にはザンスカール川の分流であるツァラプ川（Tsarap River）が流れており、カルシャ(Karsha）やザングラ（Zangla）に続く道がある。

## 人々
ザンスカールに住む人々の多くはチベット人だが、パドゥムには、ムスリムも多く住んでいる。パドゥムにはモスクが有り、ムスリムは町の人口の40％を占める。

## 観光

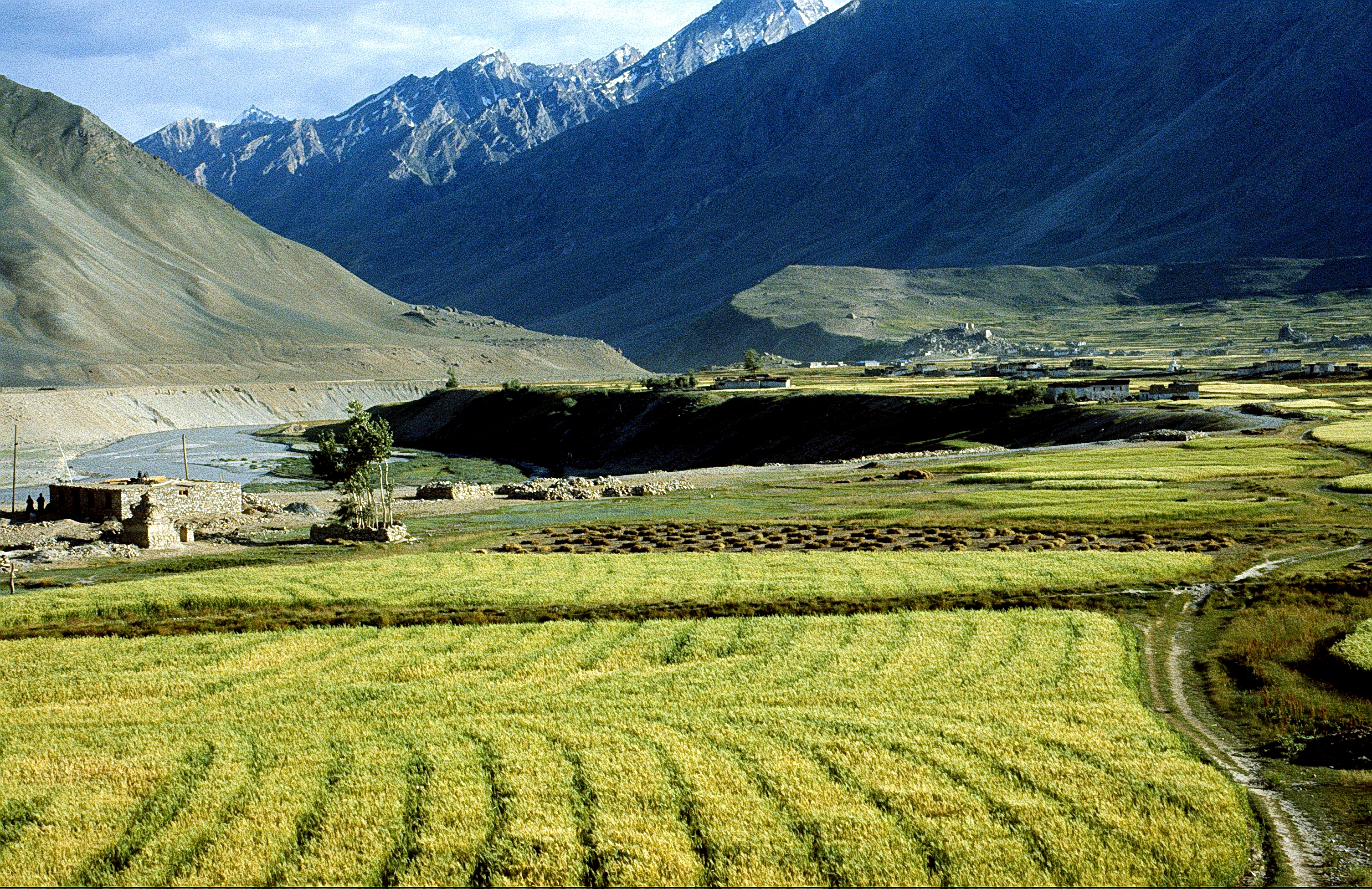
ピピティン村から見たパドゥム

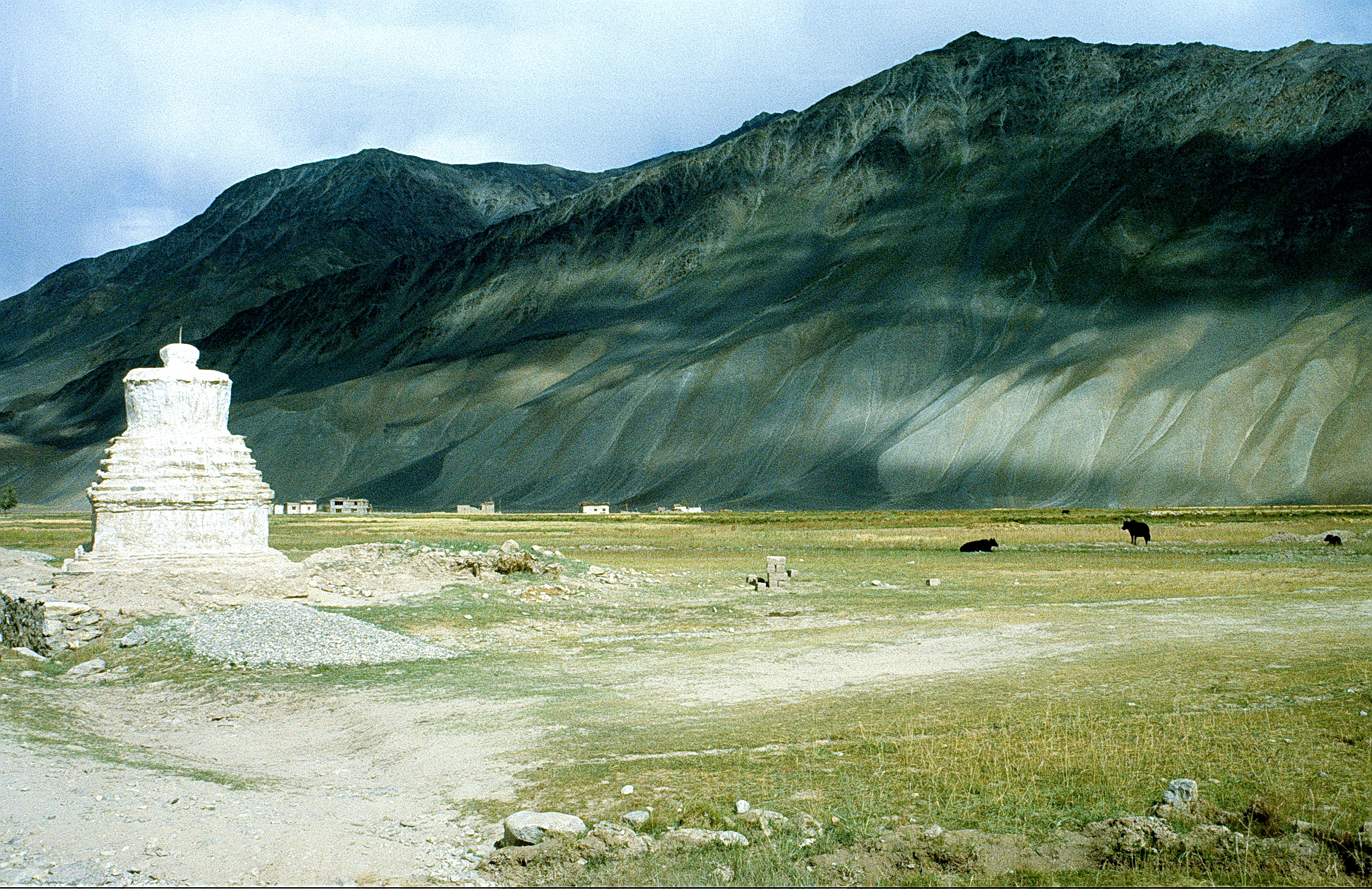
パドゥムとピピティンの間

パドゥムにはいくつかのゴンパがある。また、北西部には摩崖仏がある。パドゥムの近郊には、プクタルゴンパやカルシャゴンパなどの有名なゴンパが多数ある。
- スタグリモゴンパ
- 摩崖仏

## アクセス

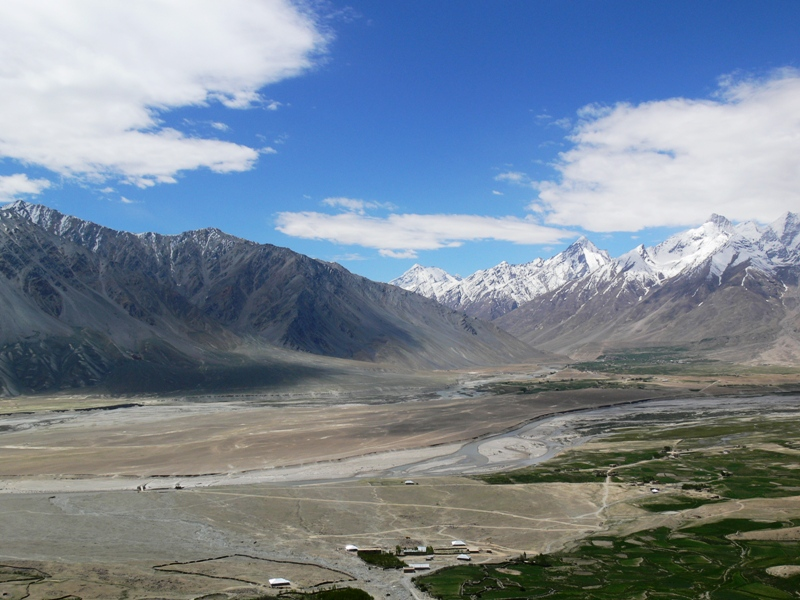
カルシャゴンパから見たパドゥム

5月中旬から10月末頃まで、レーからカルギルを経由し、ペンシラ峠を超えてパドゥムまでバスを利用して行くことができる。所要時間は約13時間。また、トレッキングやチャダル（凍結したザンスカール川を渡る方法）などでもアクセスが可能。